# Эргесхаузен
Эргесхаузен (нем. Ergeshausen) — община в Германии, в земле Рейнланд-Пфальц. 
Входит в состав района Рейн-Лан. Подчиняется управлению Катценельнбоген.  Население составляет 150 человек (на 31 декабря 2010 года). Занимает площадь 2,26 км².